# بیستار (صربستان)
بیستار (به صربی: Bistar) یک منطقهٔ مسکونی در صربستان است که در بوسیلگراد واقع شده‌است. بیستار ۱۱۴ نفر جمعیت دارد.